# Humban-nikasz II
Humban-nikasz II – król Elamu w latach 653–652 p.n.e., starszy syn króla Urtaka, stronnik asyryjski, który otrzymał pomoc wojskową i wsparcie od Aszurbanipala w walce z Tepti-Humban-Inszuszinakiem.